# Валері Фернандес
Валері Фернандес Естрада (ісп. Valery Fernández Estrada, нар. 23 листопада 1999, Л'Аскала) — іспанський футболіст, півзахисник клубу «Жирона». На умовах оренди грає за «Мальорку».

## Ігрова кар'єра
Народився 23 листопада 1999 року в місті Л'Аскала. Вихованець юнацьких команд низки іспанських футбольних клубів, включаючи «Жирону» та «Барселону».
У дорослому футболі дебютував 2018 року виступами за третьолігову команду «Пералада». 
Того ж 2018 року повернувся до «Жирони», у складі головної команди якої продовжив виступи на рівні елітної Ла-Ліги. Згодом протягом трьох сезонів захищав її кольори на рівні Сегунди, після чого допоміг клубу із Жирони повернути собі місце в елітному іспанському дивізіоні.

## Статистика виступів

### Статистика клубних виступів
Станом на 6 серпня 2023
| Сезон              | Команда            | Чемпіонат          | Чемпіонат | Чемпіонат | Національний кубок | Національний кубок | Національний кубок | Континентальні кубки | Континентальні кубки | Континентальні кубки | Інші змагання | Інші змагання | Інші змагання | Усього | Усього | Усього |
| Сезон              | Команда            | Ліга               | Ігор      | Голів     | Ліга               | Ігор               | Голів              | Ліга                 | Ігор                 | Голів                | Ліга          | Ігор          | Голів         | Ігор   | Голів  |        |
| ------------------ | ------------------ | ------------------ | --------- | --------- | ------------------ | ------------------ | ------------------ | -------------------- | -------------------- | -------------------- | ------------- | ------------- | ------------- | ------ | ------ | ------ |
| 2018–19            | «Пералада»         | СДБ                | 8         | 1         |                    | -                  | -                  |                      | -                    | -                    |               | -             | -             | 8      | 1      |        |
| 2018–19            | «Жирона»           | ПД                 | 17        | 0         | КІ                 | 5                  | 1                  |                      | -                    | -                    |               | -             | -             | 22     | 1      |        |
| 2019–20            | «Жирона»           | СД                 | 8+3       | 0         | КІ                 | 0                  | 0                  |                      | -                    | -                    |               | -             | -             | 11     | 0      |        |
| 2020–21            | «Жирона»           | СД                 | 15+1      | 2+0       | КІ                 | 3                  | 2                  |                      | -                    | -                    |               | -             | -             | 19     | 4      |        |
| 2021–22            | «Жирона»           | СД                 | 25+3      | 1+0       | КІ                 | 1                  | 0                  |                      | -                    | -                    |               | -             | -             | 29     | 1      |        |
| 2022–23            | «Жирона»           | ПД                 | 25        | 0         | КІ                 | 2                  | 0                  |                      | -                    | -                    |               | -             | -             | 27     | 0      |        |
| Усього за «Жирону» | Усього за «Жирону» | Усього за «Жирону» | 90+8      | 3         |                    | 11                 | 3                  |                      | -                    | -                    |               | -             | -             | 108    | 5      |        |
| Усього за кар'єру  | Усього за кар'єру  | Усього за кар'єру  | 98+8      | 4         |                    | 11                 | 3                  |                      | -                    | -                    |               | -             | -             | 116    | 6      |        |